# Andrew Copp
Andrew Copp (* 8. Juli 1994 in Ann Arbor, Michigan) ist ein US-amerikanischer Eishockeyspieler, der seit Juli 2022 bei den Detroit Red Wings aus der National Hockey League unter Vertrag steht. Zuvor verbrachte der Center sieben Jahre in der Organisation der Winnipeg Jets und spielte kurzzeitig für die New York Rangers.

## Karriere

### Jugend
Andrew Copp wurde in Ann Arbor in eine vom Eishockey geprägte Familie geboren. Sein Vater war als Eishockeytrainer im Juniorenbereich und später als Scout für das USA Hockey National Team Development Program (NTDP) tätig, während seine Mutter hauptberuflich als Eislauf-Trainerin arbeitete, unter anderem für die Michigan Wolverines der University of Michigan. Für beide Mannschaften, das NTDP und die Wolverines, sollte Andrew Copp im Laufe seiner Karriere spielen. In seiner Jugend spielte er für die Nachwuchsmannschaften des Compuware-Hockey-Programms in Plymouth und besuchte zeitgleich die Skyline High School in seiner Heimatstadt. Im Sommer 2010 wurde er vom direkt in Ann Arbor ansässigen USA Hockey NTDP eingeladen, für die nächsten zwei Jahre in der zentralen Talenteschmiede des Landes zu spielen. Copp jedoch lehnte dieses Angebot vorerst ab, da er parallel zum Eishockey auch American Football (an seiner High School) auf einem hohen Niveau betrieb und diesen Sport hätte aufgeben müssen. Im Dezember 2010 wurde er jedoch erneut vom NTDP kontaktiert, das aufgrund von Verletzungen einen weiteren Stürmer für ein anstehendes Spiel benötigte. Copp sagte, vorerst als temporärer Ersatz gedacht, zu und überzeugte in wenigen Spielen derart, dass er in das NTDP aufgenommen wurde und er trotzdem weiterhin im Football-Team seiner Schule aktiv sein durfte.
Insgesamt verbrachte Copp somit ca. eineinhalb Jahre im NTDP und nahm, da die Teams gleichzeitig als Junioren-Nationalmannschaften der USA fungieren, an der U18-Weltmeisterschaft 2012 teil, bei der er die Goldmedaille gewann. Parallel dazu schloss er seine schulische Laufbahn an der High School ab und stellte im Football-Team einen Schul-Rekord des Staates Michigan auf, indem er in einem Spiel Pässe für 557 Yard warf.

### University of Michigan
Mit Beginn der Saison 2012/13 erhielt der Center ein Stipendium an der University of Michigan, spielte dort fortan für die Wolverines und belegte parallel den Studiengang International Studies. Bereits als Freshman erzielte Copp 21 Scorerpunkte in 38 Spielen und wurde im anschließenden NHL Entry Draft 2013 an 104. Position von den Winnipeg Jets ausgewählt. Mit Beginn der nächsten Saison wurde der Angreifer zum Assistenzkapitän ernannt, da er seinem Trainer Red Berenson zufolge bereits über eine außergewöhnliche Reife verfügte. Zugleich steigerte er seine Statistik in dieser Spielzeit auf 29 Punkte aus 33 Spielen und nahm über den Jahreswechsel 2013/14 an der U20-Weltmeisterschaft teil, bei der er ebenfalls als Assistenzkapitän fungierte. Die Mannschaft belegte den fünften Platz; Copp kam auf fünf Assists.
In seiner letzten Saison als Wolverine führte Copp die Mannschaft als Kapitän an und wurde ins Second All-Star Team der Big Ten Conference berufen. Im März 2015 unterzeichnete er dann einen Einstiegsvertrag bei den Winnipeg Jets.

### NHL
Noch zum Ende der regulären Saison 2014/15 debütierte Copp in der National Hockey League für die Jets und produzierte dabei direkt eine erste Torvorlage. Während der Vorbereitung auf die folgende Spielzeit erspielte er sich einen Stammplatz im NHL-Aufgebot und steht in der Folge regelmäßig für die Jets auf dem Eis.
Bei der Weltmeisterschaft 2017 gab Copp sein Debüt für die A-Nationalmannschaft seines Heimatlandes und erreichte dabei mit dem Team den fünften Platz.
Nach sieben Jahren in Winnipeg wurde er zur Trade Deadline im März 2022 samt einem Sechstrunden-Wahlrecht im NHL Entry Draft 2023 an die New York Rangers abgegeben. Im Gegenzug erhielten die Jets Morgan Barron, ein konditionales Erstrunden-Wahlrecht im NHL Entry Draft 2022, ein Zweitrunden-Wahlrecht im Draft 2022 oder 2023 sowie ein Fünftrunden-Wahlrecht im Draft 2023. Das konditionale Wahlrecht sollte nur eines für die erste Runde bleiben, sofern die Rangers in den Playoffs 2022 zwei Runden gewinnen und Copp dabei mindestens die Hälfte der Spiele bestreitet, was sich letztlich erfüllte. Bezüglich des zweiten Zweitrunden-Wahlrechts konnten die Jets zu einem späteren Zeitpunkt zwischen einem der St. Louis Blues (2022) und dem eigenen der Rangers (2023) wählen, wobei sie sich für Ersteres entschieden.
Bei den Rangers beendete Copp die Saison 2021/22 und wechselte anschließend im Juli 2022 als Free Agent zu den Detroit Red Wings, die ihn mit einem neuen Fünfjahresvertrag ausstatteten. Dieser soll ihm ein durchschnittliches Jahresgehalt von ca. 5,6 Millionen US-Dollar einbringen.

## Erfolge und Auszeichnungen
- 2012 Goldmedaille bei der U18-Weltmeisterschaft
- 2015 Second All-Star Team der Big Ten Conference

## Karrierestatistik
Stand: Ende der Saison 2024/25

### International
Vertrat die USA bei:
- U18-Junioren-Weltmeisterschaft 2012
- U20-Junioren-Weltmeisterschaft 2014
- Weltmeisterschaft 2017

(Legende zur Spielerstatistik: Sp oder GP = absolvierte Spiele; T oder G = erzielte Tore; V oder A = erzielte Assists; Pkt oder Pts = erzielte Scorerpunkte; SM oder PIM = erhaltene Strafminuten; +/− = Plus/Minus-Bilanz; PP = erzielte Überzahltore; SH = erzielte Unterzahltore; GW = erzielte Siegtore; 1 Play-downs/Relegation; Kursiv: Statistik nicht vollständig)